# Alan McClatchey
Alan McClatchey est un nageur britannique né le 16 septembre 1956.

## Biographie
Alan McClatchey dispute l'épreuve du 4 × 200 m nage libre aux Jeux olympiques d'été de 1976 de Montréal et remporte la médaille de bronze aux côtés de Brian Brinkley, Gordon Downie et David Dunne.